# Dictatus Papae

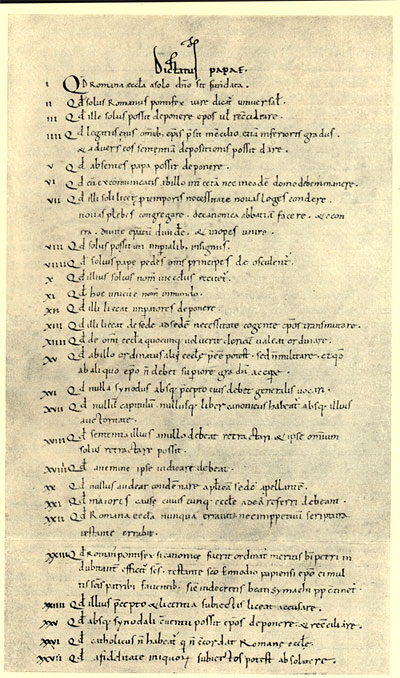
Dictatus Papae

Dictatus Papae är de 27 kyrkopolitiska grundsatser som formulerades 1075 av påven Gregorius VII och gav den första stora uppgörelsen mellan den Katolska Kyrkan och staten en programmatisk och rättslig karaktär.